# Gouden-Handrei
De Gouden-Handrei is een waterloop en een straat in Brugge. De rei loopt, als verlengde van de Augustijnenrei, van de Torenbrug tot aan de Langerei. De gelijknamige straat ligt op de zuidelijke oever. De Gouden-Handrei wordt overspannen door de Torenbrug en Gouden-Handbrug.
Oorspronkelijk werd de Gouden-Handrei het "Sint-Gillisreitje" genoemd, naar de in het noorden aangrenzende Sint-Gillisparochie. Later, na 1700, werd de rei genoemd naar een huis in de Gouden-Handstraat.
De Gouden-Handrei maakt deel uit van de eerste Brugse stadsomwalling en werd samen met de Smedenrei, de Speelmansrei en de Augustijnenrei gegraven in 1127-1128. Mogelijk kon het water en misschien voor een deel de bedding van het - weliswaar onooglijke - beekje de Lane worden gebruikt. In 1270 werd de Gouden-Handrei, samen met de andere binnenreien, verdiept om er scheepvaart op mogelijk te maken. Nog tot het begin van de 20e eeuw legden er regelmatig schepen aan op de Gouden-Handrei en was de Gouden-Handbrug een draaibrug.

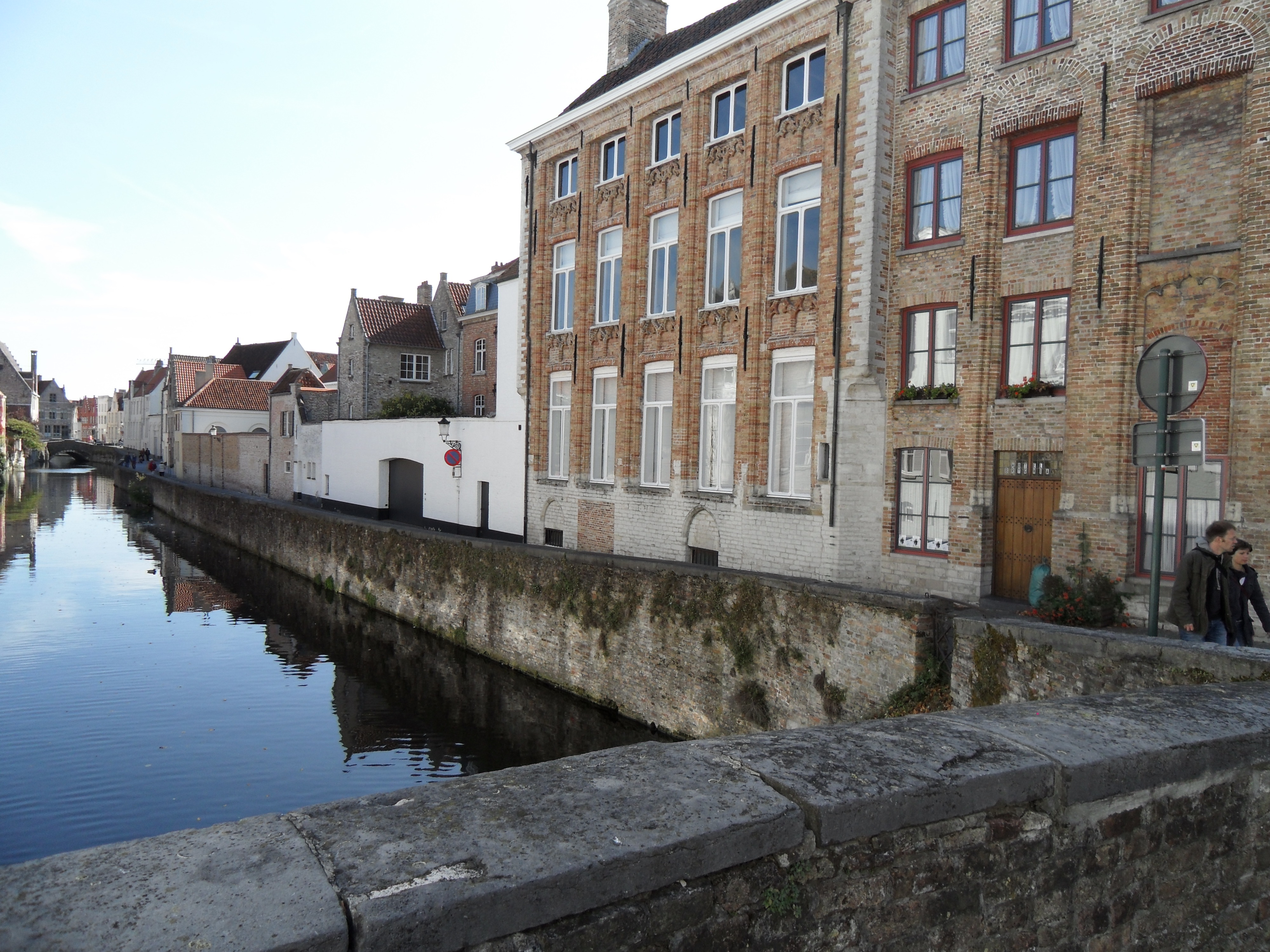
De Gouden-Handrei: kanaal en straat
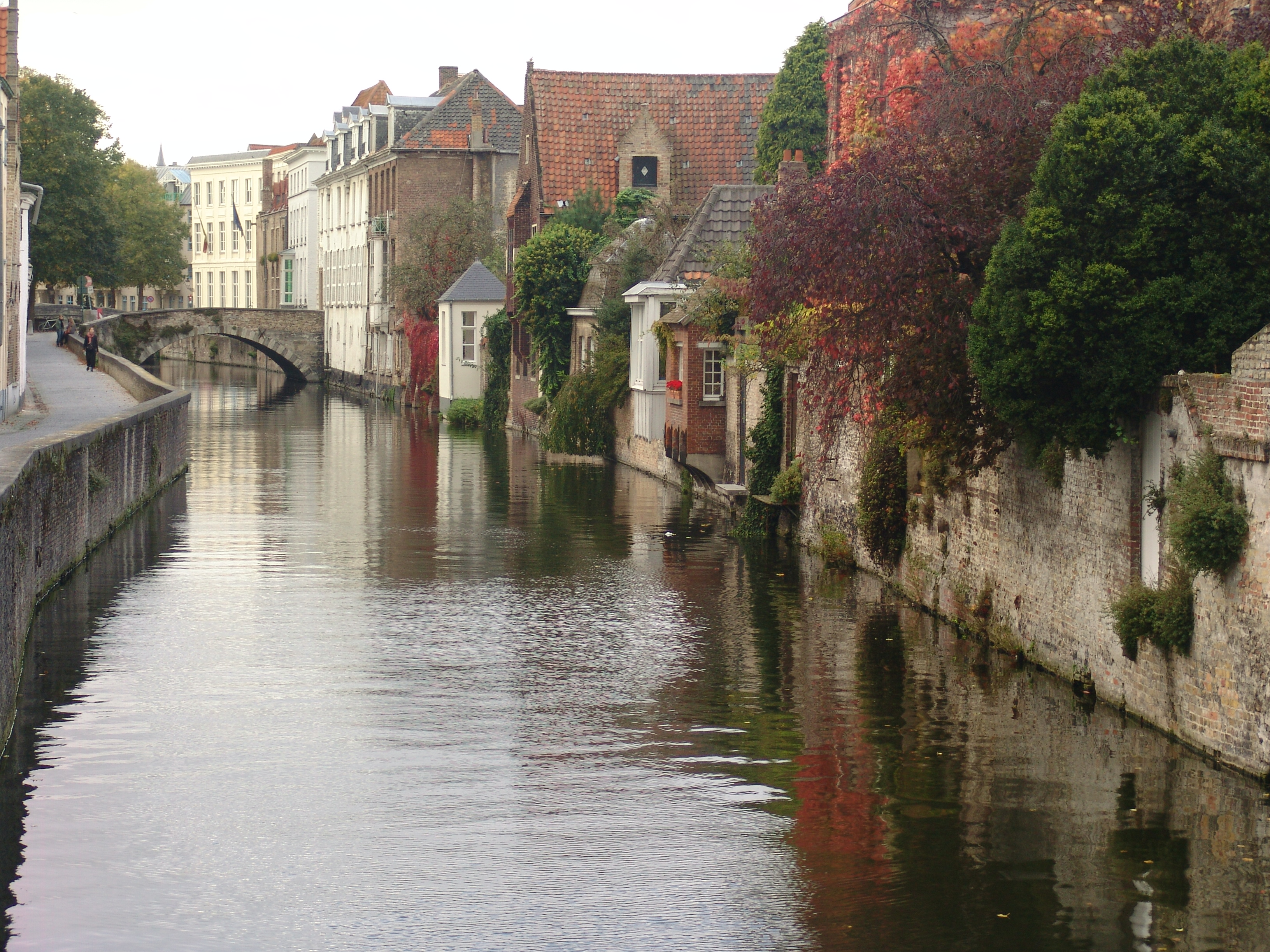
De Gouden-Handrei met op de achtergrond de Torenbrug.
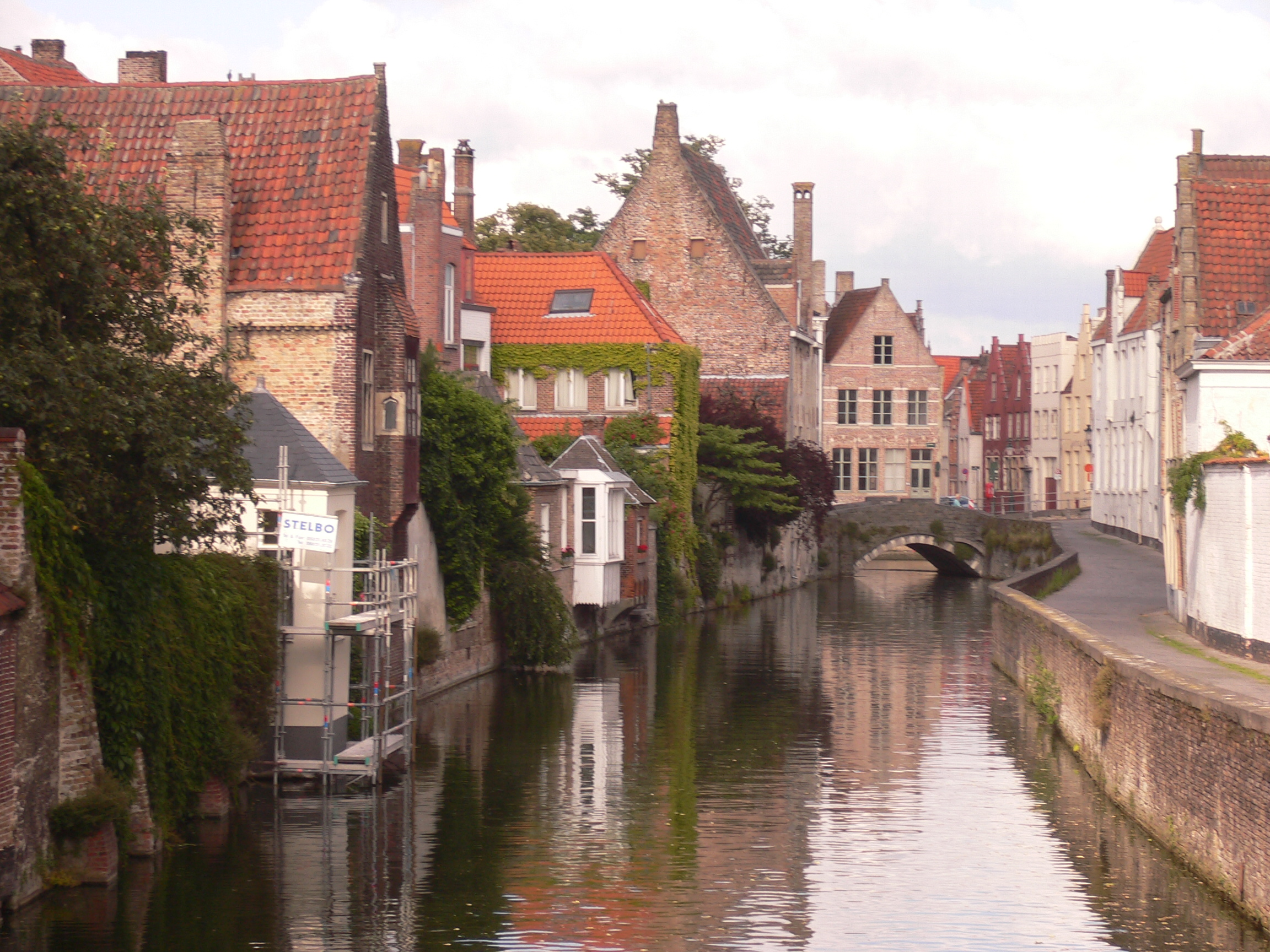
De Gouden-Handrei met op de achtergrond de Gouden-Handbrug, waar de Gouden-Handrei uitmondt in de Langerei.